# Piper alnoides
Piper alnoides är en pepparväxtart som beskrevs av Carl Sigismund Kunth. Piper alnoides ingår i släktet Piper och familjen pepparväxter. Inga underarter finns listade i Catalogue of Life.